# 英歌槌
英歌槌，英歌表演者手里所执的短木棒，直径25毫米左右，女子英歌所持较细。长度因英歌类型不同而有35到58厘米之间，多涂以中间黑色两端红、或中间白色两端红色，两端末装饰有太极图案。